# Liste der Baudenkmale in Whanganui
Diese Liste der Baudenkmale in Whanganui umfasst alle vom New Zealand Historic Places Trust als Denkmal (Historic Place Category 1, 2 oder Historic area) eingestuften Bauwerke und Flächendenkmale der neuseeländischen Ortschaft Whanganui. Ausschlaggebend für die Angaben sind, wenn nicht anders angegeben, die Angaben im Register des NZHPT, die Schreibung der Lemmata/Bezeichnungen orientiert sich möglichst an der Namensgebung in diesem Register, soweit Artikel nicht bereits vorhanden sind. In der Liste werden auch Waihi Tapu/Waihi Tapu Area (kulturell und religiös bedeutsame Stätten und Gebiete der Māori) aufgenommen, die jedoch bislang meist nicht auf den öffentlich zugänglichen Seiten des NZHPT publiziert werden. Verloren gegangene Baudenkmale sind mit einem nachgestellten (†) gekennzeichnet.
| Bild           | Bezeichnung                                                    | Ort       | Anschrift                                                                                 | Beschreibung | Bauzeit           | Eintrag            | Nummer | Kat. |
| -------------- | -------------------------------------------------------------- | --------- | ----------------------------------------------------------------------------------------- | --- | ----------------- | ------------------ | ------ | ---- |
| weitere Bilder | Bushy Park Homestead                                           | Whanganui | 791 Rangitatau East Road, Kai Iwi Karte                                                   | ehem. Wohnhaus, heute Hotel, Konferenz und Bildungszentrum                                                                                 | 1906              | 22. November 1984  | 0157   | 1    |
| weitere Bilder | Cameron Blockhouse                                             | Whanganui | State Highway 3, Marangai Karte                                                           | Blockhaus | 1868              | 27. Oktober 1994   | 7179   | 1    |
| weitere Bilder | Durie Hill Elevator                                            | Whanagnui | Anzac Parade/Blyth Street Karte                                                           | Öffentlicher Aufzug und Zugangstunnel | 1919              | 28. Juni 1984      | 0164   | 1    |
| weitere Bilder | Mangapurua Bridge „Bridge to Nowhere“                          | Whanganui | Mangapurua Valley, Whanganui National Park Karte                                          | ungenutzte Brücke im Busch | 1935              | 21. April 1994     | 7168   | 1    |
| weitere Bilder | Sarjeant Gallery                                               | Whanganui | Cameron Terrace, Queens Park Karte                                                        | Kunstgalerie | 1917–1919         | 28. Juni 1984      | 0167   | 1    |
| weitere Bilder | Standard Chain Mark                                            | Whanganui | Moutoa Gardens Karte                                                                      | in den Boden eingelassenes Normal für die Maßeinheit Chain (20,1168 m)                                                                     | 1880              | 17. Dezember 1993  | 7101   | 1    |
| weitere Bilder | Wanganui Opera House                                           | Whanganui | 69 St Hill Street Karte                                                                   | Opernhaus | 1899–1900         | 28. Juni 1984      | 0169   | 1    |
| weitere Bilder | Ward Observatory                                               | Whanganui | 121 St Hill Street, Cook Gardens Karte                                                    | Observatorium einschließlich Teleskop | 1903              | 28. Juni 1984      | 0170   | 1    |
| BW             | Henson Brick Works                                             | Whanganui | Kukuta Road (SH 4) Karte (ungenau)                                                        | Ziegelei, Überreste | n.a.              | 2. Juli 1982       | 0958   | 2    |
| BW             | Riverlands                                                     | Whanganui | 32–40 Riverbank Road Karte                                                                | Wohnhaus | n.a.              | 2. Juli 1982       | 0960   | 2    |
| weitere Bilder | Ballance Memorial                                              | Whanganui | Market Place; Taupo Quay; Bates Street, Moutoa Gardens Karte                              | Sockel eines Denkmals für Premierminister Ballance; nachdem die zugehörige Statue 1993 und 1994 enthauptet wurde, wurde sie 1995 entfernt. | n.a.              | 2. Juli 1982       | 0967   | 2    |
| weitere Bilder | Bank of New South Wales Building                               | Whanganui | 39 Victoria Avenue Karte                                                                  | Bankfiliale | n.a.              | 2. Juli 1982       | 0968   | 2    |
| weitere Bilder | Bank of New Zealand Building                                   | Whanganui | 26 Victoria Avenue Karte                                                                  | Bankfiliale | n.a.              | 2. Juli 1982       | 0969   | 2    |
| BW             | Bastia Hill Water Tower                                        | Whanganui | 13 Bastia Avenue Karte                                                                    | Wasserturm | n.a.              | 2. Juli 1982       | 0970   | 2    |
| BW             | Bayly House                                                    | Whanganui | 45 Bell Street und 34 Campbell Street Karte                                               | Wohnhaus | n.a.              | 2. Juli 1982       | 0971   | 2    |
| weitere Bilder | Boer Memorial                                                  | Whanganui | St Hill Street, Cooks Gardens Karte                                                       | Denkmal für den Burenkrieg | n.a.              | 2. Juli 1982       | 0972   | 2    |
| BW             | Braeburn Flats (Former Braeburn Hotel)                         | Whanganui | 15 Putiki Drive Karte                                                                     | Hotel, heute Wohnungen | n.a.              | 2. Juli 1982       | 0973   | 2    |
| weitere Bilder | Cenotaph                                                       | Whanganui | Cameron Tce, Queens Park Reserve Karte                                                    | Kenotaph | n.a.              | 2. Juli 1982       | 0974   | 2    |
| BW             | Claverley                                                      | Whanganui | 4 Acton Place Karte                                                                       | Wohnhaus | n.a.              | 2. Juli 1982       | 0975   | 2    |
| weitere Bilder | Durie Hill Memorial Tower                                      | Whanganui | Tower Crescent/Blyth Street Durie Hill Karte                                              | Turm, Denkmal für den Ersten Weltkrieg | n.a.              | 2. Juli 1982       | 0978   | 2    |
| BW             | Freeman R. Jackson Memorial                                    | Whanganui | 19A Purnell Street, Wanganui Racecourse Grounds Karte                                     | Denkmal für Freeman R. Jackson in Form eines Brunnenpavillons                                                                              | n.a.              | 2. Juli 1982       | 0982   | 2    |
| weitere Bilder | Golden Gates                                                   | Whanganui | 99 St Hill Street, Cooks Gardens Karte                                                    | Gedenkstätte/Treppenanlage | n.a.              | 2. Juli 1982       | 0984   | 2    |
| BW             | Sarjeant House                                                 | Whanganui | 47 Bell Street Karte                                                                      | Wohnhaus | n.a.              | 2. Juli 1982       | 0985   | 2    |
| weitere Bilder | Moutoa Monument                                                | Whanganui | Market Place; Taupo Quay; Bates Street, Moutoa Gardens Karte                              | Denkmal für die Neuseelandkriege | n.a.              | 2. Juli 1982       | 0987   | 2    |
| weitere Bilder | National Bank of New Zealand Building                          | Whanganui | 98 Victoria Avenue Karte                                                                  | Bankfiliale | n.a.              | 2. Juli 1982       | 0988   | 2    |
| weitere Bilder | St John’s Post Office                                          | Whanganui | 373 Victoria Ave Karte                                                                    | Postamt | n.a.              | 2. Juli 1982       | 0991   | 2    |
| BW             | St Peter’s Church (Anglican)                                   | Whanganui | 69 Koromiko Road, Gonville Karte                                                          | Kirche, anglikanische | n.a.              | 12. Juni 1982      | 0992   | 2    |
| BW             | St Peter’s Church Lychgate                                     | Whanganui | 71 Koromiko Road, Gonville Karte                                                          | Torbauwerk | n.a.              | 2. Juli 1982       | 0993   | 2    |
| weitere Bilder | Veteran Steps                                                  | Whanganui | Cameron Tce, Queens Park Karte                                                            | Denkmal/Treppenanlage | n.a.              | 2. Juli 1982       | 0995   | 2    |
| BW             | Waitohi School Building                                        | Whanganui | 90 Dublin Street und Victoria Avenue, Wanganui Intermediate School Grounds Karte          | Schule | n.a.              | 2. Juli 1982       | 0996   | 2    |
| weitere Bilder | Wanganui Club                                                  | Whanganui | 136 St Hill Street Karte                                                                  | Clubhaus | n.a.              | 2. Juli 1982       | 0998   | 2    |
| weitere Bilder | Wanganui Collegiate School                                     | Whanganui | 128-132 Liverpool Street, 44 Grey Street, 173-177 London Street, und Glasgow Street Karte | Schule | Von 1909 bis 1912 | 21. Januar 2016    | 9620   | 1    |
| weitere Bilder | Wanganui Commercial Club                                       | Whanganui | 72 St Hill Street Karte                                                                   | Clubhaus | n.a.              | 2. Juli 1982       | 1008   | 2    |
| BW             | Whanganui Regional Museum                                      | Whanganui | Watt Street Karte                                                                         | Museum | n.a.              | 2. Juli 1982       | 1009   | 2    |
| weitere Bilder | Wanganui Rowing Club Building                                  | Whanganui | 1A Taupo Quay Karte                                                                       | Ruderclub | n.a.              | 2. Juli 1982       | 1010   | 2    |
| weitere Bilder | Watt Memorial Fountain                                         | Whanganui | Queens Park [heuteVictoria & Ridgway], Cameron Terrace Karte                              | Brunnen | n.a.              | 2. Juli 1982       | 1013   | 2    |
| BW             | Strachan’s Cave                                                | Whanganui | Kaukatea Valley Road, Okoia Karte (ungenau)                                               | in einen Hügel geschlagener „Privatbunker“                                                                                                 | 1860 (ca.)        | 19. April 1996     | 7308   | 1    |
| weitere Bilder | War Memorial Hall                                              | Whanganui | Queen’s Park Karte                                                                        | Veranstaltungsstätte/Kriegsgedenkstätte | 1955–1960 (ca.)   | 5. Februar 1999    | 7442   | 1    |
| weitere Bilder | Heads Road Cemetery                                            | Whanganui | Heads Road, Guyton Street und Ridgway Street Karte                                        | Friedhof | 1843 (ca.)        | 22. Juni 2007      | 7700   | 1    |
| weitere Bilder | Native Land Court and Aotea Maori Land Board Building (Former) | Whanganui | 11 Rutland Street und Market Place Karte                                                  | ehemaliges Gerichtsgebäude | 1922 (ca.)        | 26. September 2008 | 7783   | 1    |
| BW             | Bushy Park Stables                                             | Whanganui | 791 Rangitatau East Road, Kai Iwi Karte                                                   | Stall | n.a.              | 2. Juli 1982       | 0952   | 2    |
| BW             | Holdsworth School Classroom Block                              | Whanganui | Great North Road (SH 3) Karte                                                             | Schule | n.a.              | 2. Juli 1982       | 0954   | 2    |
| BW             | Holdsworth School Original Homestead                           | Whanganui | Great North Road (SH 3) Karte                                                             | Wohnhaus (Internat?) | n.a.              | 2. Juli 1982       | 2739   | 2    |
| weitere Bilder | Cosmopolitan Club                                              | Whanganui | 30 Drews Ave Karte                                                                        | Clubhaus | n.a.              | 13. Dezember 1990  | 2741   | 2    |
| weitere Bilder | School Memorial                                                | Whanganui | Market Place; Taupo Quay; Bates Street, Moutoa Gardens Karte                              | Denkmal; Schale mit Pflanzung und Stein | n.a.              | 2. Juli 1982       | 2743   | 2    |
| weitere Bilder | Maori War Memorial                                             | Whanganui | Market Place; Taupo Quay; Bates Street, Moutoa Gardens Karte                              | Denkmal für den Ersten Weltkrieg | n.a.              | 2. Juli 1982       | 4954   | 2    |
| BW             | Braves Softball Club Rooms                                     | Whanganui | 29 Puriri Street Karte                                                                    | Clubhaus | n.a.              | 13. Dezember 1990  | 5305   | 2    |
| BW             | Matai Awa                                                      | Whanganui | 1 Parsons Street, St Johns Karte                                                          | Wohnhaus | 1912              | 17. September 1992 | 5451   | 2    |
| BW             | Belmont                                                        | Whanganui | Belmont Road, Tayforth No.4 R.D. Karte                                                    | Wohnhaus | 1860 (ca.)        | 1. Juli 1993       | 5474   | 2    |
| BW             | Haslemere                                                      | Whanganui | 5 Willis Street Karte                                                                     | Wohnhaus | n.a.              | 31. Mai 2002       | 7513   | 2    |
| weitere Bilder | Kemp Monument                                                  | Whanganui | Moutoa Gardens Karte                                                                      | Denkmal für Te Keepa | 1911              | 28. Juni 1984      | 0165   | 1    |